# Шарп, Джин
Джин Шарп (англ. Gene Sharp; 21 января 1928, Норт-Балтимор, Огайо, США — 28 января 2018) — американский ученый-политолог, известный своими книгами по методам ненасильственной борьбы. Основатель Института имени Альберта Эйнштейна, финансируемого Национальным фондом демократии, Фондом Форда и Международным республиканским институтом (директором ранее был Джон Маккейн) и имел тесные связи с аналитическим центром RAND Corporation.
До Шарпа среди ученых было принято представлять власть в виде монолита, в котором власть удерживают находящиеся на высоких должностях. Шарп впервые представил власть как теорию согласия, когда те, кто занимает руководящие должности, обладают властью только в той мере, в какой им ее предоставляют подчиненные и подданные. Если власть правителя основана на молчаливом согласии или сотрудничестве подданных (включая функционеров, особенно полиции и военных), то все, что требуется для свержения правителя, — это прекратить сотрудничество.  Предполагается, что Шарп сформулировал "теорию согласия" в попытках объяснить успех многочисленных "ненасильственных" форм борьбы, которые он изучал, не имеющих объяснения в рамках теории монолитной власти.  

## Биография
В Университете штата Огайо в 1949 году получил степень бакалавра гуманитарных наук по общественным наукам и в 1951 году магистра гуманитарных наук по социологии.
Провёл 9 месяцев в заключении за гражданское неповиновение армейскому призыву во время Корейской войны.
После освобождения девять лет жил в Норвегии и Великобритании. Работал рабочим на фабрике, помощником слепого социального работника, секретарём А. Й. Масти, лидера американских пацифистов.
В 1964 году в Оксфордском университете защитил диссертацию по теме «Ненасильственные методы свержения режимов», получив учёную степень доктора философии (PhD) по политической философии.
С 1965 года вёл исследовательскую работу в области международных отношений в Уизерхэдском центре международных отношений Гарвардского университета.
С 1972 года — профессор политологии в Массачусетском университете в Дартмуте.
В 1983 году основал Институт имени Альберта Эйнштейна — некоммерческую организацию, занимающуюся методами использования ненасильственных действий в конфликтах по всему миру.

## Вклад в науку
Внёс заметный вклад в теорию ненасильственной борьбы против государственной власти. Собрал и подробно описал методы ненасильственной борьбы, а также некоторые варианты их взаимодействия. Методы могут быть использованы в любой комбинации в любой стране.
Наиболее известные труды:
- «От диктатуры к демократии» («From Dictatorship to Democracy») (1993);
- «Политика ненасильственного действия[англ.]» («The Politics of Nonviolent Action») (1973);
- «Ганди как политический стратег[англ.]» («Gandhi as a Political Strategist») (1979);
- «Сделать Европу непокоримой[англ.]» («Making Europe Unconquerable») (1986);
- «Сопротивление, политика и американская борьба за независимость, 1765—1775[англ.]» («Resistance, Politics, and the American Struggle for Independence, 1765—1775») (1986);
- «198 методов ненасильственных действий» («198 Methods of Nonviolent Action») (1973).

В 2011 году был выпущен британский документальный фильм о деятельности Шарпа (с участием самого Шарпа) «Как начать революцию» («How to Start a Revolution»). Фильм получил премию BAFTA.
Книги Шарпа переведены на десятки языков (в 2012 сообщалось о 44 переводах) и используются как практические пособия борцами против государственной власти во всем мире.

## Практическая деятельность
Джин Шарп не принимал личного участия в практических действиях своих последователей, за редкими исключениями. В частности, в 1990—1991 годах Шарп читал лекции в Академии наук СССР, на которых присутствовали представители Прибалтики, обучавшиеся у Шарпа методам борьбы за отделение республик от СССР. Затем он посещал Прибалтику, где консультировал победивших на выборах политиков, которые стремились к независимости прибалтийских стран от СССР. В Литве он работал с Аудрюсом Буткявичюсом, в Латвии — с Талавом Юндзисом.

## Влияние идей
Журналисты газеты The New York Times высказали мнение, что Шарп мог стать идейным отцом арабской весны. Так, известно, что его труды были переведены на арабский язык. Эти работы, в частности, использовались на тренингах в Каире Международным центром ненасильственных конфликтов (International Center on Nonviolent Conflict). Там с идеями американского учёного познакомились тунисские оппозиционеры. «Братья-мусульмане» выложили брошюру Шарпа «От диктатуры к демократии» на своём сайте, чтобы с ней мог ознакомиться любой желающий.

## Критика
Конспиролог Тьерри Мейсан в статье «Институт Альберта Эйнштейна: отказ от применения насильственных методов в версии ЦРУ» обвиняет Шарпа в сотрудничестве со специальными службами США.
Александр Лукашенко заявил, что методика «цветных революций» Шарпа применялась в ходе протестов Белоруссии в 2020 году.

Тактика организаторов строилась по классическому американскому учебнику цветных революций. Это всем известный Джин Шарп.— Пресс-служба Президента Республики Беларусь
В 2025 году «От диктатуры к демократии» включили в список экстремистских материалов в Беларуси.

## Публикации
- Gandhi Wields the Weapon of Moral Power: Three Case Histories, Foreword by Albert Einstein. Introduction by Bharatan Kumarappa. Ahmedabad: Navajivan Publishing House, 1960. OCLC 2325889
- Civilian Defense: An Introduction, (Adam Roberts[англ.], T.K. Mahadevan & Gene Sharp, eds.). Introductory statement by President Sarvepalli Radhakrishnan. Bombay: Bharatiya Vidya Bhavan, and New Delhi: Gandhi Peace Foundation, 1967. OCLC 2904885
- Exploring Nonviolent Alternatives, Introduction by David Riesman. Boston: Porter Sargent, 1970.
- The Politics of Nonviolent Action, Introduction by Thomas C. Schelling. Prepared under the auspices of Harvard University’s Center for International Affairs. Boston: Porter Sargent[англ.], 1973. ISBN 978-0-87558-068-5

- I, Power and Struggle. 114 pp., June 1973. ISBN 978-0-87558-070-8
- II, The Methods of Nonviolent Action. 348 pp., June 1973. ISBN 978-0-87558-071-5
- III, Dynamics of Nonviolent Action. 466 pp. Boston: Porter Sargent, November 1985. ISBN 978-0-87558-072-2

- Gandhi as a Political Strategist, with Essays on Ethics and Politics, Introduction by Coretta Scott King. Boston: Porter Sargent[англ.], 1979. ISBN 978-0-87558-092-0 OCLC 5591944

- Indian edition. Introduction by Dr. Federico Mayor. Original Introduction by Coretta Scott King, New Delhi: Gandhi Media Centre, 1999. OCLC 52226697

- Social Power and Political Freedom, Introduction by Senator Mark O. Hatfield. Boston: Porter Sargent[англ.], 1980. ISBN 978-0-87558-091-3
- National Security Through Civilian-based Defense, Omaha: Association for Transarmament Studies, 1985. ISBN 978-0-9614256-0-9
- Making Europe Unconquerable: The Potential of Civilian-based Deterrence and Defense , London: Taylor & Francis, 1985. ISBN 978-0-85066-336-5 Second Edition with a Foreword by George F. Kennan. Cambridge, MA: Ballinger, 1986.
- Resistance, Politics, and the American Struggle for Independence, 1765—1775 , (Walter Conser, Jr., Ronald M. McCarthy, and David Toscano[англ.], & Gene Sharp, eds.). Boulder, CO: Lynne Rienner Publishers, 1986. ISBN 0-931477-75-1
- Civilian-Based Defense: A Post-Military Weapons System, with the assistance of Bruce Jenkins, Princeton, NJ: Princeton University Press, 1990. ISBN 978-0-691-07809-0
- From Dictatorship to Democracy: A conceptual framework for liberation. The Albert Einstein Institution, 2003. ISBN 978-1-880813-09-6 (first published in 1994)
- Nonviolent Action: A Research Guide, with Ronald McCarthy, New York: Garland Publishers, 1997.
- There are realistic alternatives, 2003. ISBN 1-880813-12-2. Accessible as an e-book and LibriVox audiobook.
- Waging Nonviolent Struggle: 20th Century Practice and 21st Century Potential with Joshua Paulson, Extending Horizons Books, 2005. ISBN 978-0-87558-162-0
- Self-Liberation: A Guide to Strategic Planning for Action to End a Dictatorship or Other Oppression with the assistance of Jamila Raqib, First Edition, Boston, MA: The Albert Einstein Institution, November 2009. ISBN 978-1-880813-23-2. Accessible as an e-book.
- Sharp’s Dictionary of Power and Struggle. Oxford University Press, 2011. ISBN 978-0-19-982988-0
- Sharp, Gene; Bernal, Jaime Gonzalez. How Nonviolent Struggle Works (неопр.). — East Boston, MA: Albert Einstein Institution, 2013. — ISBN 978-1-880813-15-7. (condensation of Sharp’s Politics of Nonviolent Action)[16]

переводы на русский язык
- «Ненасильственная борьба — Лучшее средство решения острых политических и этических конфликтов?»
- Джин Шарп От диктатуры к демократии
- 198 Методов Ненасильственного Действия